# Nuova Damietta
Nuova Damietta (arabo: قسم مدينة دمياط الجديدة, Madīnat Dumyāṭ al-Jadīdah) è una città del Governatorato di Damietta in Egitto. Fa parte della prima generazione di città fondate dall'Autorità per le nuove comunità urbane. La città si trova a nord di Damietta e si affaccia sul Mar Mediterraneo.